# The Transformers (сезон 4)
Список и краткое описание эпизодов заключительного, четвёртого сезона американского мультсериала The Transformers (1984—1987).

## Предыстория
Период спокойствия на Кибертроне, начавшийся после победы автоботов, продолжался недолго: Гальватрон вернулся, вновь собрал армию десептиконов, и война разгорелась с новой силой. Однако теперь военные действия велись преимущественно в отдалённых районах Галактики. Кроме того, в войну вмешалась «третья сила» — зловещие Квинтессоны, одинаково чуждые и враждебные и автоботам, и десептиконам.
Новый этап войны продолжался до 2007 года, когда во Вселенную была выпущена Чума Ненависти, смертельно опасная для всего живого. Остановить пандемию смог только Оптимус Прайм, специально для этого воскрешённый из мёртвых; для этого он воспользовался энергией Матрицы лидерства, отнятой у заражённого Родимуса Прайма. После этого Оптимус Прайм вновь занял свой прежний пост лидера автоботов.
Однако Гальватрон — не из тех, кто способен смириться с поражением; восстановив силы и пополнив своё войско новыми бойцами, он готовится продолжать войну…

## Список серий
| № общий | № в сезоне | Название                                       | Автор сценария | Дата премьеры  | Произв. код |
| --- | ---------- | ---------------------------------------------- | -------------- | -------------- | ----------- |
| 96 | 1          | «Возрождение (Часть 1)» «The Rebirth (Part 1)» | Дэвид Уайз     | 9 ноября 1987  | 6701-01     |
| Спустя несколько месяцев после возвращения Оптимуса Прайма мирную жизнь Города автоботов прерывает внезапное массированное нападение десептиконов. Пока идёт сражение, лазутчики Гальватрона похищают ключ от камеры с плазменной энергией, спрятанной в недрах Кибертрона. Автоботам удаётся помешать десептиконам открыть камеру и забрать ключ, но при этом происходит мощнейший выброс энергии. В результате шаттл автоботов забрасывает далеко в космическое пространство. Гальватрон посылает команду десептиконов во главе с Циклоном и Кнутом в погоню за автоботами. Корабль автоботов совершил аварийную посадку на планете Небьюлон, где люди враждуют с машинами и подняли восстание против них. Повстанцы берут автоботов в плен и собираются прикончить их, но появление десептиконов вынуждает их пересмотреть своё решение. Вместе небьюлонцы и автоботы отбивают вражескую атаку. Гурт, один из вождей повстанцев, предлагает автоботам объединиться с небьюлонцами, и те принимают предложение. Автоботу Фантазёру предоставляется удобный случай воплотить в жизнь свою задумку — новую технологию трансформации, позволяющую сочетать разум человека с силой трансформера. Работа начинается… |            |                                                |                |                |             |
| 97 | 2          | «Возрождение (Часть 2)» «The Rebirth (Part 2)» | Дэвид Уайз     | 10 ноября 1987 | 6701-02     |
| В результате реконструкции, выполненной Спайком Уитвики по проекту Фантазёра, пятеро автоботов становятся Властоголовами, получив возможность образовывать одно целое с людьми-операторами, сидящими в их головах. В первом же бою Властоголовы демонстрируют своё превосходство, не только разрушив небьюлонские машины, но и обратив в бегство десептиконов. Но те, неожиданно для себя, находят сторонника в лице верховного правителя Небьюлона, Лорда Зарака: изучив и усовершенствовав идею Фантазёра, он заключает сделку с десептиконами, и среди них появляются свои Властоголовы. Зарак идёт даже дальше и делает нескольких десептиконов Властооружцами, дав им оружие, управляемое людьми. Автоботы, в свою очередь, конструируют собственных Властооружцев и готовятся к битве. Тем временем на Кибертроне Оптимус Прайм получает от Альфа Триона информацию о местонахождении ключа от камеры с плазменной энергией. Он немедленно вылетает на Небьюлон и прибывает как раз к началу ожесточённой схватки между автоботами и десептиконами. Но в тот самый момент, когда автоботы, как им кажется, одержали окончательную победу, из-под земли появляется нечто грандиозное и ужасающее — новейшее изобретение Зарака, гигантский трансформер Скорпоног!.. |            |                                                |                |                |             |
| 98 | 3          | «Возрождение (Часть 3)» «The Rebirth (Part 3)» | Дэвид Уайз     | 11 ноября 1987 | 6701-03     |
| Вернув с помощью Скорпонога Ключ, десептиконы отправляются назад на Кибертрон. Автоботы во главе с Оптимусом Праймом преследуют их. На Небьюлоне остаются только Спайк и раненый автобот Церебро́с, которого он перестраивает в Крепыша Максимуса — титаническую боевую машину, равную по силе Скорпоногу. На Кибертроне прибытие Скорпонога решает исход битвы и даёт Гальватрону возможность сломить сопротивление сил обороны. Получив Ключ, он может, наконец, реализовать свой замысел — превратить земное Солнце в сверхновую звезду, самый мощный источник энергии. Когда Кибертрон, переделанный Гальватроном в громадную космическую ракету, приближается к Земле, вождь десептиконов открывает камеру с плазменной энергией и готовится покинуть планету, но появление автоботов вынуждает его задержаться и принять бой. Сражение заканчивается неожиданно — плазменная энергия, вырвавшись из камеры, отбрасывает Скорпонога, вместе с Гальватроном и другими десептиконами, в глубины космоса, выводит из строя всех роботов, оставшихся на планете и грозит уничтожить всю Вселенную. Но Спайку и небьюлонцам удаётся закрыть камеру и перенастроить Сигма Компьютер на поглощение избыточного излучения. Равновесие восстанавливается, Кибертрон и его обитатели возрождаются к жизни. На родине трансформеров наступает новый «золотой век» мира, всеобщего братства и добра. |            |                                                |                |                |             |

## Интересные факты
- В 1988 году был выпущен 5-й альтернативный сезон мультсериала, состоявший из 20-ти серий. Однако среди них не было ни одной оригинальной — в него вошли 15 серий, выбранных из разных сезонов сериала, а также полнометражный мультфильм «Трансформеры: The Movie», разбитый на пять серий — «дней». Отличительной особенностью этого сезона стало обновление заставок и концовок каждой серии, придававшее повествованию бо́льшую связность и последовательность, а также первое появление «Космического Куба» — Оллспарка.
- В 1987—1988 годах в Японии на студии Toei Animation в качестве альтернативы 4-му сезону «The Transformers» был создан 38-серийный аниме-сериал «Transformers: The Headmasters». По сюжету он непосредственно продолжал З-й сезон оригинального мультсериала, как если бы 4-го американского сезона вообще не существовало.